# Copeland, Cumbria
Copeland var mellan 1974 och 2023 ett distrikt i Storbritannien. Det låg i grevskapet Cumbria i England i Storbritannien. Distriktet hade 69 318 invånare (2001).
Den 1 april 2023 blev det en del av den nya enhetskommunen Cumberland.

## Civil parishes
- Arlecdon and Frizington, Beckermet,[3] Bootle, Cleator Moor, Distington, Drigg and Carleton, Egremont, Ennerdale and Kinniside, Eskdale, Gosforth, Haile, Irton with Santon, Lamplugh, Lowca, Lowside Quarter, Millom, Millom Without, Moresby, Muncaster, Parton, Ponsonby, Seascale, St. Bees, St. Bridget Beckermet, St. John Beckermet, Ulpha, Waberthwaite, Wasdale, Weddicar, Whicham och Whitehaven.[4][5]